# Óblast de Turgay
Turgay (también Turgai o Turgaj) era una óblast (provincia) del Imperio ruso, establecido el 21 de octubre de 1868. Estaba localizado en la parte central de la actual Kazajistán.
Su área era de 456,185 kilómetros cuadrados. La capital de la óblast estaba localizado en Oremburgo, fuera de las fronteras de la misma, pues no había ninguna ciudad propia en el territorio para alojar la administración.

## Gobernadores
La autoridad más alta en la óblast era un gobernador militar. Los gobernadores militares de Turgay eran:
- 1869-1877 Lev Fyodorovich Ballyuzek;
- 1877-1878 Alexander Konstantinovich Geynts (Heinz);
- 1878-1883 Alexander Petrovich Konstantinovich;
- 1883-1887 Alexander Petrovich Protsenko;
- 1887-1899 Yakov Feodorovich Barabash;
- 1900-1908 Asinkrit Asinkritovich Lomachevsky;
- 1908-1910 Ivan Mikhaylovich Strakhovsky;
- 1910-1917 Mikhail Mikhaylovich Eversman.

## Demografía
Para 1897 un total de 453,416 personas poblaban la óblast. Los kazajos constituían la mayoría de la población. Las minorías significativas constaban de rusos. El total de hablantes túrquicos era de 415,829 (91,7%).

### Grupos étnicos en 1897
| Total   | 453,416 | 100%  |
| ------- | ------- | ----- |
| Kazajos | 410,904 | 90,6% |
| Rusos   | 30,438  | 6,7%  |

Fuente: